# 佐々木邦昭
佐々木 邦昭（ささき くにあき、1947年1月7日 - ）は、日本の経営者。横浜ベイスターズ球団社長を務めた。

## 来歴・人物
東京都出身。1969年に東京大学法学部を卒業し、同年に日産自動車に入社。1999年6月に常務に就任。
1995年から1999年までに日産自動車硬式野球部の部長を務め、2006年から2009年までに横浜ベイスターズ球団社長を務めた。。